# Erreà
Erreà («Эрреа»)— итальянская компания, производитель спортивных товаров. Штаб-квартира — в Парме. Компания была основана в 1988 году семьёй Гандольфи.

## Спонсорство

### Футбол

#### Национальные сборные
- Казахстан
- Бурунди
- ДР Конго
- Нигер
- Либерия
- ОАЭ
- Беларусь
- Люксембург
- Сан-Марино
- Мальта

#### Клубы
- Блэкпул
- Гримсби Таун
- МК Донс
- Миллуолл
- Норвич Сити
- Порт Вейл
- Рочдейл
- Челтнем Таун
- Шрусбери Таун
- Парма
- Пескара
- Про Верчелли
- Юнион
- АДО Ден Хааг
- Ягеллония
- Алькоркон
- Нумансия
- Сьон
- Металлист 1925
- Борисфен
- Полесье

### Баскетбол

#### Национальные сборные
- Украина